# Weekend DNA
Weekend DNA was een radioprogramma van de TROS dat vanaf zaterdag 5 januari 2008 wekelijks uitgezonden werd op de Nederlandse pop-radiozender 3FM. De presentatie was in handen van Annemieke Schollaardt. Tot en met 28 februari 2009 was het programma een coproductie tussen de NPS en de TROS. Maar omdat de tweede presentator, Domien Verschuuren (NPS), de weekend-ochtendshow op 3FM, Domien is wakker!, ging presenteren, ging Schollaardt Weekend DNA alleen presenteren. Tegelijkertijd ging het programma een uur korter duren, van 23:00 uur naar 22:00 uur.

In 2010 werd het programma omgedoopt naar Annemieke Plays.

## Items
- Het prikbord: Luisteraars kunnen hun aanbieding of aanvraag op het prikbord plaatsen door te bellen naar 3FM. Denk hierbij aan een lift naar een feest of mensen die juist een lift nodig hebben.
- Open podium: Mensen uit alle hoeken van Nederland kunnen zich hiervoor aanmelden. Jong en oud, het maakt niet uit. Vaak vindt men hier mensen met een eigenaardig 'ding' zoals bijvoorbeeld een didgeridoo-speler.
- Dare or truth: Elke week krijgt Annemieke van de luisteraars een opdracht die ze moet uitvoeren. Als de opdracht mislukt moet ze een truth-vraag beantwoorden. Dit houdt in dat Annemieke een persoonlijke vraag krijgt, die ze met de waarheid moet beantwoorden.